# Списък на владетелите на Лотарингия
Това е списък на владетелите на Лотарингия.
Лотарингия влиза до 855 г. в Средното франкско кралство на император Лотар I. Той разделя царството си през септември 855 г. между своите три сина на: Кралство Лотарингия (Фризия, Нидерландия и Рейнската област) на север, Бургундия и Прованс в югозапад и Италия в югоизток. В началото Лотарингия e кралство, a в началото на 10 век става херцогство.

## Крале на Лотарингия
Каролинги
- 829–855 Лотар I, император и крал
- 855–869 Лотар II, син на Лотар I, крал
- 869–877 Карл II Плешиви, брат на Лотар I, в Западната част
- 877–879 Лудвиг II Заекващия, син на Карл II, в Западната част
- 869–876 Лудвиг II Немски, брат на Лотар I, в Изочната част
- 876–882 Лудвиг III Младши, син на Лудвиг II Немски, в Изочната част, от 879 също в Западната част
- 882–887 Карл III Дебелия, брат на Лудвиг III, като крал на Източно франкско кралство
- 887–895 Арнулф Каринтийски, като крал на Източното франкско кралство
- 895–900 Цвентиболд, син на Арнулф, като крал при баща си
- 900–911 Лудвиг IV Детето, син на Арнулф, като крал на Източното франкско кралство
  - 904–910 Гебхард, граф на Ветерау, 904 г. херцог на Лотарингия
- 911–923 Карл III Простовати като крал на Западно-франкско кралство главен владетел на Херцогство Лотарингия
  - 911–915 Регинхар I, граф на Хенегау, маркграф (Регинариди)
  - 915–922 Вигерих, пфалцграф на Лотарингия (Вигерихиди)

През 922 г. Лотарингия е към Кралство Германия.
- 923–936 Хайнрих I Птицелов, като крал на Източното франкско кралство главен владетел на Лотарингия
  - 923–939 Гизелберт, граф на Хенегау, херцог на Лотарингия
- 936–973 Отон I Велики като крал на Източното франкско кралство главен владетел на Лотарингия
  - 939–940 Хайнрих I, херцог на Лотарингия
  - 940–944 Хайнрих, граф von Хенегау, херцог на Лотарингия
  - 940–944 Ото I Верденски, граф на Вердюн, херцог на Лотарингия
  - 944–953 Конрад Червения, херцог на Лотарингия, граф в Херцогството на Франките
  - 953–959 Бруно I Велики, епископ на Кьолн, херцог на Лотарингия
  - 959–978 Фридрих I от Бар
- 973–983 Отон II като крал главен владетел на Лотарингия
  - 978–1027 Дитрих I от Бар
  - 1019–1026 Фридрих II от Бар като съ-регент
- 983–1002 Отон III като крал
- 1002–1024 Хайнрих II Светец като крал
- 1024–1039 Конрад II като крал
  - 1027–1033 Фридрих III от Бар

## Херцози на Лотарингия
- Гебхард (903–910)
- Регинхар I (910–915)
- Гизелберт (925–939)
- Хайнрих I (939–940)
- Ото I Верденски (942–944)
- Конрад Червения (944–953)
- Бруно I Велики (953–965)

### Дом дьо Водемон (1473—1737)
- 1473—1508: Рене II (Лотарингия) (1451—1508), граф дьо Водемон (1470), д’Омал, д’Елбьоф (1473), синьор де Жуанвил (1476), херцог на Лотарингия (1473), херцог дьо Бар (1480), барон Майен (1481), син на Йоланда Анжуйска
- 1508—1544: Антоан Добрия (1489—1544), син на предишния
- 1544—1545: Франц I (1517—1545),3-ти херцог на Лотарингия от дом Водемон, син на предишния

1545—1552: регент — Кристина Датска (1521—1590), жена Франсоа I
1552—1559: регент — Никола (1524—1577), херцог дьо Меркер, брат на Франсоа I
- 1545—1608: Карл III (II) (1543—1608),4-ти херцог на Лотарингия от дом Водемон, син на предишния
- 1608—1624: Анри II Добрия (1563—1624), 5-и херцог на Лотарингия, син на предишния
- 1624—1625: Никол (1608—1657), дъщеря на предишния

съпруг: Карл IV (III)
- 1625—1625: Франц II (1572—1632), граф дьо Водемон, син на Карл III
- 1624—1634: Карл IV (III) (1604—1675), син на предишния

- 1634—1635: Никола II Франсоа (1609—1670), брат предишния
- 1635—1641: Лотарингия окупирана от Франция
- 1641—1641: Карл IV (III), втори път
- 1641—1659: Лотарингия окупирана от Франция
- 1659—1670: Карл IV (III), в трети път
- 1670—1697: Лотарингия окупирана от Франция

1675—1690: Карл V (IV) (1643—1690), титулярен херцог на Лотарингия, син на Никола II Франсоа
- 1697—1729: Леополд I (1679—1729), син на предишния, титулярен херцог на Лотарингия от 1690—1697
- 1729—1737: Франсоа III Етиен (1709—1765), син на предишния, император Свещената Римска империя (Франц I) от 1745 година